# Label Europa Cinemas
 (mai 2023).
Le Label Europa Cinemas est une récompense décernée depuis 2003 lors de plusieurs festivals de cinéma par un jury d’exploitants membres d’Europa Cinemas.
Il consiste en une aide à la distribution en Europe. Il est remis à un film européen sélectionné dans les sections parallèles des festivals :
- « Panorama » de la Berlinale
- « Quinzaine des Réalisateurs » du Festival de Cannes
- « East of the West » et « Competition » du Festival de Karlovy Vary
- « Cineasti del presente » et « Concorso internazionale » du Festival de Locarno
- « Giornate Degli Autori » de la Mostra de Venise

## Palmarès

### Festival de Berlin
- 2005 :
  - Va, vis et deviens de Radu Mihaileanu  France
  - Crustacés et Coquillages de Olivier Ducastel et Jacques Martineau  France
- 2006 : Les Enragés (Knallhart) de Detlev Buck  Allemagne
- 2007 : El camino de los ingleses de Antonio Banderas  Espagne
- 2008 : Revanche de Götz Spielmann  Autriche
- 2009 :
  - Welcome de Philippe Lioret  France
  - Nord de Rune Denstad Langlo  Norvège
- 2010 : L'Étrangère (Die Fremde) de Feo Aladag  Allemagne
- 2011 : L'Amour et rien d'autre (Über uns das All) de Jan Schomburg  Allemagne
- 2012 : My Brother the Devil de Sally El Hosaini  Royaume-Uni
- 2013 : Alabama Monroe (The Broken Circle Breakdown) de Felix Van Groeningen  Belgique
- 2014 : Blind de Eskil Vogt  Norvège
- 2015 : Natür Therapy de Ole Giæver  Norvège
- 2016 : Les Premiers, les Derniers de Bouli Lanners  Belgique
- 2017 : Insyriated de Philippe Van Leeuw  Belgique
- 2018 : Styx de Wolfgang Fischer  Allemagne
- 2019 : Šavovi de Miroslav Terzić  Serbie

### Festival de Cannes
- 2003 :
  - The Mother de Roger Michell  Royaume-Uni
  - Kitchen Stories (Salmer fra Kjøkkenet) de Bent Hamer  Norvège
- 2004 : Dans les champs de bataille (Maarek Hob) de Danielle Arbid  France
- 2005 : La Moustache de Emmanuel Carrère  France
- 2006 : 12 h 08 à l'est de Bucarest (A fost sau n-a fost?) de Corneliu Porumboiu  Roumanie
- 2007 : Control de Anton Corbijn  Royaume-Uni
- 2008 : Eldorado de Bouli Lanners  Belgique
- 2009 : La Pivellina de Rainer Frimmel et Tizza Covi  Italie
- 2010 : Le quattro volte de Michelangelo Frammartino  Italie
- 2011 : Nouveau Souffle (Atmen) de Karl Markovics  Autriche
- 2012 : Le Repenti (El Taaib) de Merzak Allouache  France
- 2013 : Le Géant égoïste (The Selfish Giant) de Clio Barnard  Royaume-Uni
- 2014 : Les Combattants de Thomas Cailley  France
- 2015 : Mustang de Deniz Gamze Ergüven  France
- 2016 : Mercenaire de Sacha Wolff  France
- 2017 : A Ciambra de Jonas Carpignano  Italie
- 2018 : Troppa grazia de Gianni Zanasi  Italie
- 2019 : Alice et le Maire de Nicolas Pariser  France
- 2021 : A Chiara de Jonas Carpignano  Italie
- 2022 : Un beau matin de Mia Hansen-Løve  France
- 2023 : Creatura de Elena Martín Gimeno  Espagne
- 2024 : Septembre sans attendre (Volveréis) de Jonás Trueba  France/ Espagne
- 2025 : La Danse des renards de Valéry Carnoy  France

### Festival de Karlovy Vary
- 2006 : Valkoinen Kaupunki de Aku Louhimies  Finlande
- 2007 : Klass de Ilmar Raag  Estonie
- 2008 : Bahrtalo! de Robert Lakatos  Hongrie
- 2009 : Applaus de Martin Zandvliet  Danemark
- 2010 : Juste entre nous (Neka Ostane Medju Nama) de Rajko Grlic  Croatie
- 2011 : Tzigane (Cigán) de Martin Šulík  Slovaquie
- 2012 : Piazza Fontana (Romanzo di una strage) de Marco Tullio Giordana  Italie
- 2013 : Le Grand Cahier (A nagy füzet) de János Szász  Hongrie
- 2014 : Szabadesés de György Pálfi  Hongrie
- 2015 : Babai de Visar Morina  Allemagne
- 2016 : Gleissendes Glück de Sven Taddicken  Allemagne
- 2017 : Muškarci ne plaču de Alen Drljevic  Bosnie-Herzégovine
- 2018 : I Do Not Care If We Go Down in History as Barbarians de Radu Jude  Roumanie

### Festival de Locarno
- 2013 : Tableau noir de Yves Yersin  Suisse
- 2014 : Fidelio, l'odyssée d'Alice de Lucie Borleteau  France
- 2015 : Keeper de Guillaume Senez  Belgique
- 2016 : Mister Universo de Rainer Frimmel et Tizza Covi  Autriche
- 2017 : Vinterbrødre de Hlynur Pálmason  Danemark
- 2018 : L'Époque de Matthieu Bareyre  France

### Festival de Venise
- 2004 : Le Cauchemar de Darwin (Darwin's Nightmare) de Hubert Sauper  Autriche
- 2005 : Le Petit Lieutenant de Xavier Beauvois  France
- 2006 : Azul (Azul oscuro casi negro) de Daniel Sánchez Arévalo  Espagne
- 2007 : Un conte d'été polonais (Sztuczki) de Andrzej Jakimowski  Pologne
- 2008 : Sri Lanka National Handball Team (Machan) de Uberto Pasolini  Italie
- 2009 : Les Derniers Jours d'Emma Blank (De laatste dagen van Emma Blank) de Alex van Warmerdam  Pays-Bas
- 2010 : Le Bruit des glaçons de Bertrand Blier  France
- 2011 : Présumé Coupable de Vincent Garenq  France
- 2012 : Crawl de Hervé Lasgouttes  France
- 2013 : La Belle Vie de Jean Denizot  France
- 2014 : Nos enfants (I nostri ragazzi) de Ivano De Matteo  Italie
- 2015 : À peine j'ouvre les yeux de Leyla Bouzid  France
- 2016 : Sameblod de Amanda Kernell  Suède
- 2017 : M de Sara Forestier  France
- 2018 : Joy de Sudabeh Mortezai  Autriche